# Стід Мальбранк
Стід Мальбранк (фр. Steed Malbranque, нар. 6 січня 1980, Мускрон) — французький футболіст бельгійського походження, півзахисник клубу «Ліон».
Значну частину кар'єри провів в Англії, де виступав за «Фулгем», «Тоттенгем Готспур» та «Сандерленд», а також виступав у французьких клубах «Ліон», «Сент-Етьєн» та молодіжній збірній Франції.

## Клубна кар'єра
Народився 6 січня 1980 року в бельгійському місті Мускрон, що на кордоні з Францією. Незабаром його батьки зі Стідом по роботі переїхали в французьке місто Ойонна, де він і розпочав займатись футболом в однойменному клубі.
1991 року він потрапив до академії «Монпельє», де залишався до 1994 року, після чого потрапив в молодіжну команду «Ліона».
За час виступів у молодіжці ліонського клубу Мальбранк ввиграв чемпіонат Франції серед гравців до 15 років, а 1997 року з командою до 18 років виграв Кубок Гамбарделла. Ці результати в клубі дозволили йому стати капітаном збірної Франції до 18 років.

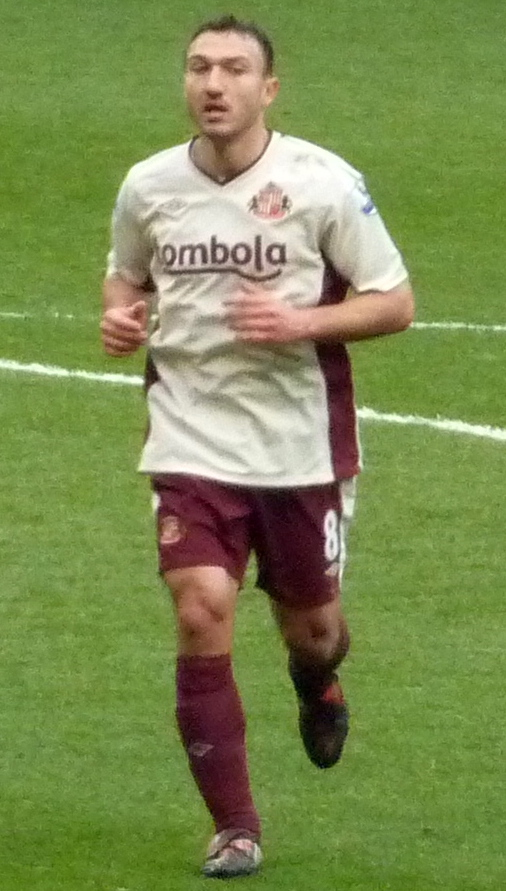
Стід Мальбранк в складі «Сандерленда». 2011 рік

Дорослу футбольну кар'єру розпочав 1997 року в основній команді того ж клубу, взявши участь у 77 матчах чемпіонату та допомігши 2002 року команді виграти Кубок французької ліги, хоча в фінальному матчі на поле і не виходив.
Відігравши в клубі 4 сезони, перейшов в англійський «Фулгем» за 7,77 млн євро. Перший матч за лондонський клуб провів проти «Манчестер Юнайтед». У першому сезоні за «Фулхем» забив 10 голів. В сезоні 2002/03 став найкращим бомбардиром команди з 13 голами, що дозволило клубу врятуватися від вильоту з Прем'єр-ліги. 13 травня 2006 року, після невдалих переговорів про продовження угоди з «Фулгемом», йому довелося покинути клуб. У його послугах були зацікавлені «Тоттенгем Готспур», «Редінг», «Мідлсбро», «Вест Гем Юнайтед», «Манчестер Сіті», «Евертон» і «Ньюкасл Юнайтед».
31 серпня 2006 року Мальбранк перейшов в «Тоттенгем». Всього за клуб він провів 2 вдалих сезони, провівши 62 гри і забивши 6 голів. В лютому 2008 року допоміг команді виграти Кубок англійської ліги, зігравши у фіналі проти «Челсі» 75 хвилин. Проте вже влітку того ж року разом з партнерами по «Тоттенгему» Паскалем Шимбонда та Тему Тайніо перейшов в «Сандерленд».
3 серпня 2011 року  перейшов в «Сент-Етьєн», підписавши дворічний контракт. 3 вересня 2011, провівши за команду лише 26 хвилин, покинув клуб. Пояснювалося це тим, що Стід хоче проводити більше часу з своїм сином, який хворий на рак. Однак пізніше причини вони були спростовані самим гравцем, який повідомив, що в нього взагалі немає сина, а в «Сент-Етьєні» він «просто не отримував задоволення від гри».
26 серпня 2012 було оголошено про повернення Мальбранка в «Ліон», в якому починав кар'єру. Гравець дістався команді безкоштовно, оскільки був вільним агентом. Наразі встиг відіграти за команду з Ліона 45 матчів в національному чемпіонаті.

## Виступи за збірну
Протягом 2000–2002 років залучався до складу молодіжної збірної Франції, з якою був учасником молодіжного чемпіонату Європи 2002 року в Швейцарії. Та турнірі «Ле бле» дійшли до фіналу, де поступились одноліткам з Чехії в серії пенальті. А Мальбранк зіграв у 4 з 5 матчах збірної на турнірі і у півфіналі забив один з двох голів у ворота господарів турніру. Всього на молодіжному рівні зіграв у 7 офіційних матчах, забив 2 голи.
В березні 2004 року Мальбранк був викликаний на товариський матч проти збірної Нідерландів, але на поле так і не вийшов. У тому ж році виникла інформація у бельгійських і англійських виданнях про натуралізацію гравця, проте реального ходу ця ідея не набула
7 листопада 2012 року тренер «Ліону» Ремі Гард заявив, що Стід Мальбранк потрапив у попередній список гравців збірної Франції від тренера Дідьє Дешама на товариську гру проти збірної Італії. Тим не менш, в остаточний в список гравців Мальбранк включений не був.

## Титули і досягнення

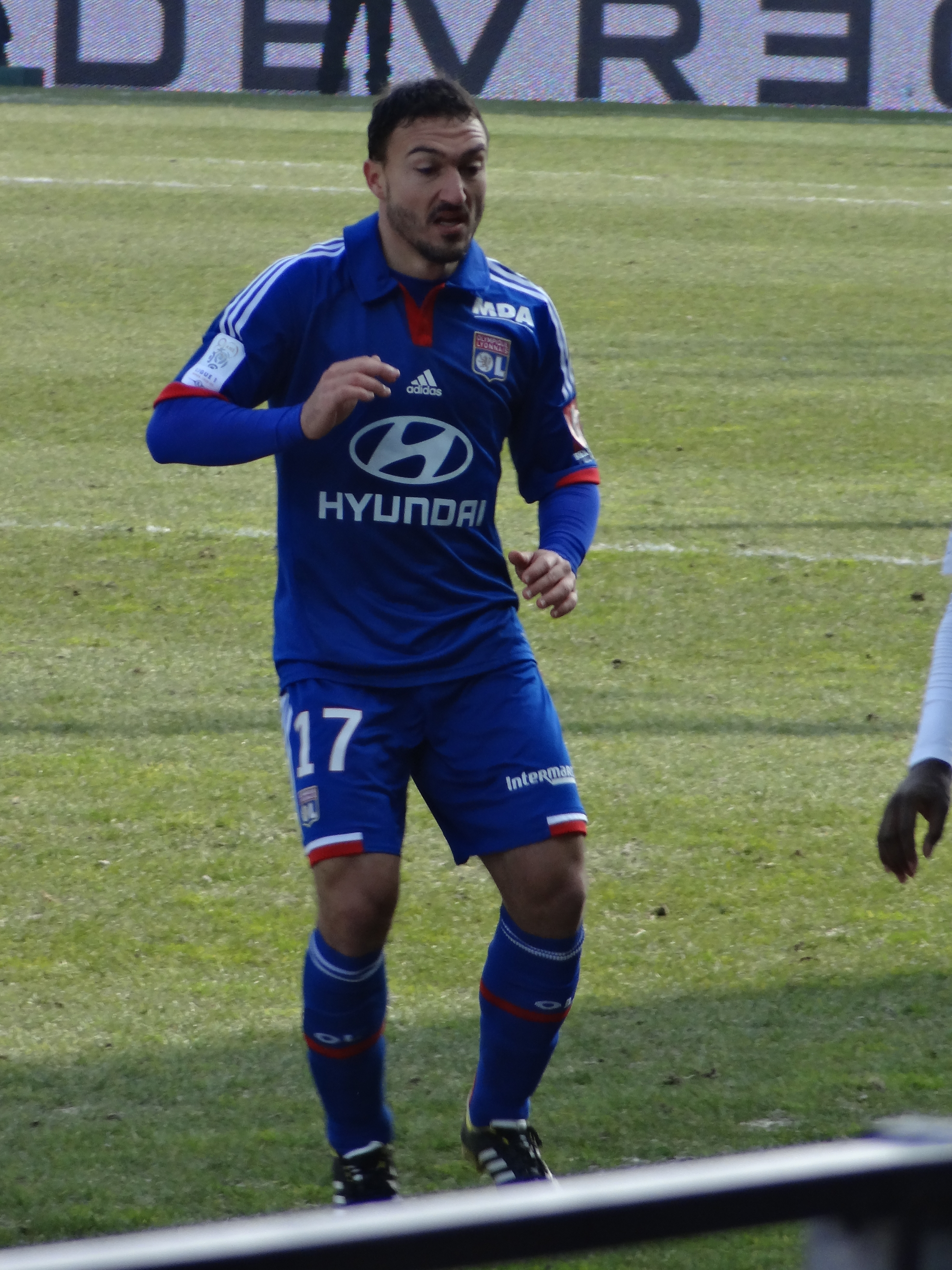
Стід Мальбранк у складі «Ліона». 3 березня 2013

- Володар Кубка французької ліги (1):

«Ліон»: 2000-01
- Володар Кубка Футбольної ліги:

«Тоттенгем Готспур»: 2007-08
- Володар Кубка Інтертото (1):

«Фулгем»: 2002